# Списък на реките в България/Реки по азбучен ред
1. Абланица (река)
2. Ада (приток на Тунджа)
3. Азмака (приток на Сазлийка)
4. Аина
5. Айдере
6. Акапонета
7. Аланско дере
8. Арапица пицааааа
9. Араплийска река
10. Арката
11. Арпадере
12. Асеновска река
13. Атеренска река
14. Бакърдере
15. Балабандере
16. Бален (река)
17. Баниски Лом
18. Банска река
19. Банщица
20. Барата
21. Батулийска река
22. Батъл Ривър
23. Бебреш
24. Бебровска река
25. Бедечка
26. Бел (река)
27. Бела Места
28. Белевренска река
29. Бели Вит
30. Бели Искър (река)
31. Бели Лом (река)
32. Бели Осъм
33. Белица (приток на Янтра)
34. Белишка река (приток на Места)
35. Белишка река (приток на Юговска река)
36. Бетсиамит
37. Бисерска река
38. Бистрица (Витошка)
39. Бистрица (Дупнишка)
40. Бистрица (Мусаленска)
41. Бистрица (Пиринска)
42. Бистрица (Призренска)
43. Бистрица (Санданска)
44. Бистрица (Чечка)
45. Блатница (река)
46. Блато (река в България)
47. Блек Уориър (река)
48. Блягорница
49. Боадере
50. Богдана (река)
51. Боровица (река)
52. Ботуня (река)
53. Бохот (река)
54. Боялъшка река
55. Боянска река
56. Брезнишка река
57. Брезовска река
58. Брестова река
59. Бродбак
60. Буновска река
61. Бучка
62. Бъндерица (река)
63. Бързей (река)
64. Бързина (река)
65. Бързия (река)
66. Бяла река (приток на Луда река)
67. Бяла река (приток на Стряма)
68. Бяла река (приток на Тунджа)
69. Бяла река (приток на Хаджийска река)
70. Валявица (река)
71. Венетикос
72. Веселина (река)
73. Ветренска река
74. Видбол
75. Видима
76. Вищерица
77. Владайска река
78. Влахина река
79. Вода (река)
80. Война (река)
81. Войнишка река
82. Врана (река)
83. Въртешница
84. Габерска река
85. Габровница (приток на Искър)
86. Габровница (приток на Тунджа)
87. Галик
88. Гашня
89. Герила
90. Главанска река
91. Главница (река)
92. Глазне
93. Голема река (Плакенска)
94. Голяма Камчия
95. Голяма река (приток на Луда Камчия)
96. Голяма река (приток на Марица)
97. Голяма река (приток на Стара река)
98. Господаревска река
99. Гостиля (река)
100. Градевска река
101. Градечка река
102. Граднишка река
103. Гращица (река)
104. Гюрля
105. Давидковска река
106. Даръдере (река)
107. Двангва
108. Двойница
109. Девинска река
110. Девня (река)
111. Делейнска река
112. Делиевска река
113. Джебелска река
114. Джерман (река)
115. Джубрена
116. Джулюница (река)
117. Джур (река)
118. Добринишка река
119. Добричка река
120. Добротинска река
121. Долапдере
122. Драгановска река
123. Драматица
124. Дрипла
125. Дряновска река
126. Дундарлия
127. Дурачка река
128. Душилница
129. Дългоделска Огоста
130. Дяволска река
131. Елво
132. Еледжик (река)
133. Елешница (приток на Батулийска река)
134. Елешница (приток на Голяма Камчия)
135. Елешница (приток на Камчия)
136. Елешница (приток на Лесновска река)
137. Елешница (приток на Струма)
138. Елийска река
139. Елк (река)
140. Елховска река
141. Енинска река
142. Еньовица
143. Ера (река)
144. Ерма
145. Есон
146. Забърдска река
147. Златарица (река)
148. Златаришка река
149. Златина (река)
150. Златица (река)
151. Златна Панега (река)
152. Злетовска река
153. Зърновска река
154. Ибър (приток на Марица)
155. Изворска река
156. Илийна река
157. Инуксуак
158. Искрецка река
159. Каварджиклийска река
160. Кадина река
161. Казинга
162. Казълдере
163. Калаващица
164. Калайджи
165. Каламица
166. Калник
167. Калница
168. Каменица (река)
169. Канина (река)
170. Капъскейсинг (река)
171. Карадере (река)
172. Каракютючка река
173. Карамандере (приток на Бързей)
174. Карамандере (приток на Суха река)
175. Катонга
176. Катунецка река
177. Каялийка
178. Кеногами
179. Керизбунар
180. Кесебир
181. Кийл (река)
182. Когалук
183. Колудей
184. Команска река
185. Конска река
186. Копривен
187. Корез
188. Косинтос
189. Костелска река
190. Костинбродска река
191. Котленска река
192. Кочанска река (България)
193. Кралевска река
194. Крапец (река)
195. Кремера
196. Крива река (приток на Марица)
197. Крива река (приток на Провадийска река)
198. Крива река (приток на Пчиня)
199. Крумовица
200. Крушевска река
201. Кугалук
202. Кумруджа
203. Кътинска река
204. Кьошдере
205. Лазова река
206. Лебница
207. Левченска река
208. Лесидренска река
209. Лесновска река
210. Литъл Мекатина
211. Лоаре
212. Логодашка река
213. Ломя
214. Лопушница (приток на Росица)
215. Луангинга
216. Луда Камчия
217. Луда река
218. Луда Яна
219. Луковица (река)
220. Льовер
221. Лява (река)
222. Маккинд
223. Макмилан (река, басейн Юкон)
224. Макоцевска река
225. Малка Арда (река)
226. Малки Искър (река)
227. Малки Лом
228. Мараш (река)
229. Маркова река
230. Мартинка (река)
231. Матагами (река)
232. Маунтин (река)
233. Медвенска река
234. Мелнишка река
235. Меричлерска река
236. Мечка (река)
237. Младежка река
238. Мочурица
239. Муази
240. Мугленска река
241. Мустанова река
242. Мъгленица
243. Мъглижка река
244. Мътивир
245. Мътница (приток на Места)
246. Мътница (приток на Чепинска река)
247. Мътнишка река
248. Нака (река)
249. Настапока
250. Наташкуан
251. Негованка
252. Неделинска река
253. Нечинска бара
254. Ниевър
255. Новоселска река (приток на Омуровска река)
256. Новоселска река (приток на Струма)
257. Няжлов (река)
258. Няндо (река)
259. Овчарица
260. Огоки
261. Омуровска река
262. Оролачка река
263. Осеновска река
264. Осинска река
265. Отиня
266. Очушница
267. Пакуша
268. Палакария
269. Пена
270. Перловска река
271. Перперек (река)
272. Песочанска река
273. Петитот
274. Пикла
275. Планщица
276. Поповска река
277. Поповски Лом
278. Поройна (река)
279. Потока (река)
280. Превалска река
281. Пти Бален
282. Пувирнитук
283. Пчиня
284. Първенецка река
285. Пясъчник (река)
286. Рабровска река
287. Равногорска река
288. Радика
289. Радова река
290. Ракита (река)
291. Ретиже
292. Рибине
293. Рилска река
294. Рио Гранде (Хухуй)
295. Ромен
296. Росица (река)
297. Рулска река
298. Русенски Лом
299. Русокастренска река
300. Саками (река)
301. Сакулева
302. Салашка река
303. Сангоне
304. Сарно (река)
305. Сачиго
306. Свеженска река
307. Светиниколска река
308. Светля (река)
309. Сен Морис (река)
310. Сенковец
311. Серовица
312. Симию (река)
313. Синаповска река
314. Скакавица (река)
315. Скомля (река)
316. Скът
317. Сливнишка река
318. Соколица (река)
319. Сонду Мирю (река)
320. Спаниш Ривър
321. Сребра
322. Средецка река
323. Стакевска река
324. Стара река (горен приток на Марица)
325. Стара река (приток на Голяма Камчия)
326. Стара река (приток на Струма)
327. Стара река (приток на Стряма)
328. Стара река (приток на Янтра)
329. Стара река (среден приток на Марица)
330. Старата река
331. Стрелчанска Луда Яна
332. Стряма
333. Студена (река)
334. Студенчица
335. Суха река (приток на Дунав)
336. Суха река (приток на Осъм)
337. Суходолска река
338. Сушица (река)
339. Сушичка река
340. Сърнена река
341. Та Ан
342. Талтсън
343. Текирска река
344. Тлевиаза
345. Тополка (река)
346. Тополница (приток на Джубрена)
347. Тополовец (река)
348. Топчийска река
349. Треклянска река
350. Трент (река, Канада)
351. Турийска река
352. Тученица (река)
353. Тъжа (река)
354. Узунджовска река
355. Уилоулейк
356. Уобаска
357. Утард
358. Файърхол
359. Факийска река
360. Фон (река)
361. Форт Нелсън (река)
362. Фудиня
363. Фъндъклийска река
364. Хаджийска река
365. Хаджиларска река
366. Харманлийска река
367. Хасковска река
368. Хейс (река, Нунавут)
369. Хорнадей
370. Хърсовска река
371. Цапаревска река
372. Царацар
373. Цибрица
374. Цибър
375. Църногорска река
376. Чаирдере
377. Чаирлък
378. Ченгенедере
379. Чепеларска река
380. Чепинска река
381. Черкезица
382. Черковска река
383. Черна (приток на Арда)
384. Черна Места
385. Черни Искър (река)
386. Черни Лом
387. Черни Осъм
388. Чернялка
389. Чинардере
390. Чопарата
391. Чорбаджийска река
392. Чукарска река
393. Чупренска река
394. Шабленска река
395. Шаварна
396. Шегава
397. Шипочаница
398. Широколъшка река
399. Шугавица
400. Юговска река
401. Ябланица (река)
402. Явор (река)
403. Ягуля
404. Яденица
405. Яла (река)